# Krāslava
Krāslava (deutsch Kraslau, früher auch Kreslau, polnisch Krasław, russisch Креславль) ist eine Stadt im Südosten Lettlands an der Düna. Im Jahre 2022 zählte Krāslava 7.106 Einwohner.

## Geschichte

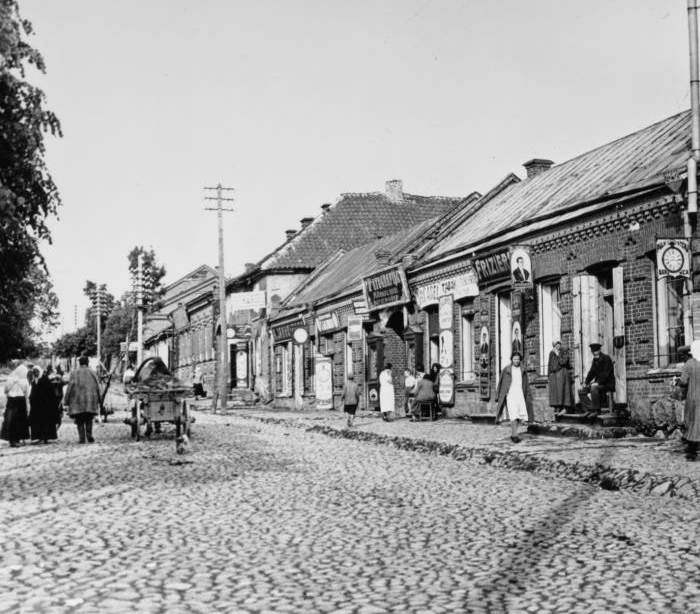
Brivibas Straße in Kraslava 1898

Der Platz, ein Burghügel an der Wasserstraße Düna – Dnepr, war bereits im 9. Jahrhundert besiedelt. In den Sagas der Wikinger taucht der Ort als „Dynasaiforgarðr“ auf.
Der Schwertbrüderorden nahm den Platz 1209 ein. Der König Visvaldis von Jersika bekam den Platz jedoch zunächst als Lehen zurück.
Nach dem Livländischen Krieg kam das Gebiet 1580 an Polen-Litauen und war lange im Besitz derer von Plater. Im 17. Jahrhundert entstand eine Jesuiten-Schule. 1729 erhielt der Ort Marktrecht. Von 1757 bis 1844 bestand in Krāslava ein Priesterseminar zur Ausbildung des Klerus für Lettgallen, das von Lazaristenpatres geleitet wurde.
Es gab mehrere Synagogen. Bis im 18. Jahrhundert gehörten sämtliche Juden Lettgallens der Kehillah von Krāslava an. Bei der Volkszählung von 1897 stellten die Juden mit 51 % der Bevölkerung die Mehrheit der Einwohner von Krāslava.
Nach der Teilung Polens 1772 kam die Stadt zum Gouvernement Witebsk. Seit 1865 wird die Stadt von der Bahnstrecke Riga–Witebsk durchquert. Ab 1870 gab es ein Kurbad um einige Schwefelquellen. 1920 wurde Krāslava ein Teil Lettlands und erhielt 1923 Stadtrechte.
Nach der Besetzung der Stadt durch die deutsche Wehrmacht wurden am 27. Juli 1941 mehr als 1350 Juden aus Kraslava in das Ghetto Daugavpils deportiert. Am 23. August 1941 wurden am westlichen Stadtrand von Kraslava 200 Juden erschossen. 1942 wurden 51 Einwohner von Kraslava zur Zwangsarbeit nach Deutschland verschleppt.
Während des Zweiten Weltkrieges wurde Kraslava nicht besonders beschädigt, sodass die Stadt fast nicht wieder aufgebaut werden musste. Mitte der 1950er Jahre wurden mehrere öffentlichen Gebäude erbaut: das Kulturhaus (heute Haus des Sports), das Gebäude des Parteikomitees (heute Regionalduma), im Park wurde ein Sportstadion eingerichtet. In den 1950er Jahren wurde eine Flachsmühle gebaut, zweistöckige Wohngebäude wurden in der Maskavas-Straße (heute Rigas) gebaut.

## Verkehr
Der Bahnhof Krāslava liegt an der Eisenbahnlinie von Daugavpils nach Indra. Er befindet sich in der Nachbargemeinde Ūdrīši und liegt 4 Kilometer vom Stadtzentrum von Kraslava entfernt. Ab dem 13. Dezember 2020 verkehrt der Personenzug Riga – Daugavpils – Kraslava und ab dem 16. Dezember 2021 der Zug von Riga über Daugavpils nach Indra zweimal wöchentlich durch Kraslava. Der Bahnhof wurde nach Zerstörung des ursprünglichen Gebäudes nach dem Zweiten Weltkrieg im Stil des Sozialistischen Klassizismus neuerbaut.

## Sehenswürdigkeiten
- Zwischen 1755 und 1767 wurde von Graf Konstantin Ludwig Plater die katholische Ludwigskirche von Krāslava im barocken Stil anstelle einer Holzkirche errichtet.[6]
- Die lutherische Kirche von Krāslava befindet sich am Rande des Parks des Grafen Plater, teilweise umgeben von alten Bäumen. Sie wurde von 1935 bis 1938 erbaut und war bis 1944 in Betrieb. Zwischenzeitlich als Ausstellungshalle des Museums dienend, wurde die Kirche 1996 von der Gemeinde wiedererlangt.[7] Der 1954 abgerissene obere Teil des Turms wurde 2021 rekonstruiert.[8]
- Schlosskomplex der Grafen Plater: Das Bauensemble wurde von 1750 bis 1791 errichtet. Ursprünglich im Barockstil geplant, wurde es zu Beginn des 19. Jhd. im Stil des Klassizismus umgebaut.[9] Dazu gehören die barocke Bibliothek des Schlosses von 1759, dessen Architekt Antonio Paracca war, sowie das Geschichts- und Kunstmuseum von Krāslava in einem Nebengebäude des Schlosses.
- Die Apotheke an der Brīvības iela 8 wurde im 18. Jahrhundert erbaut.

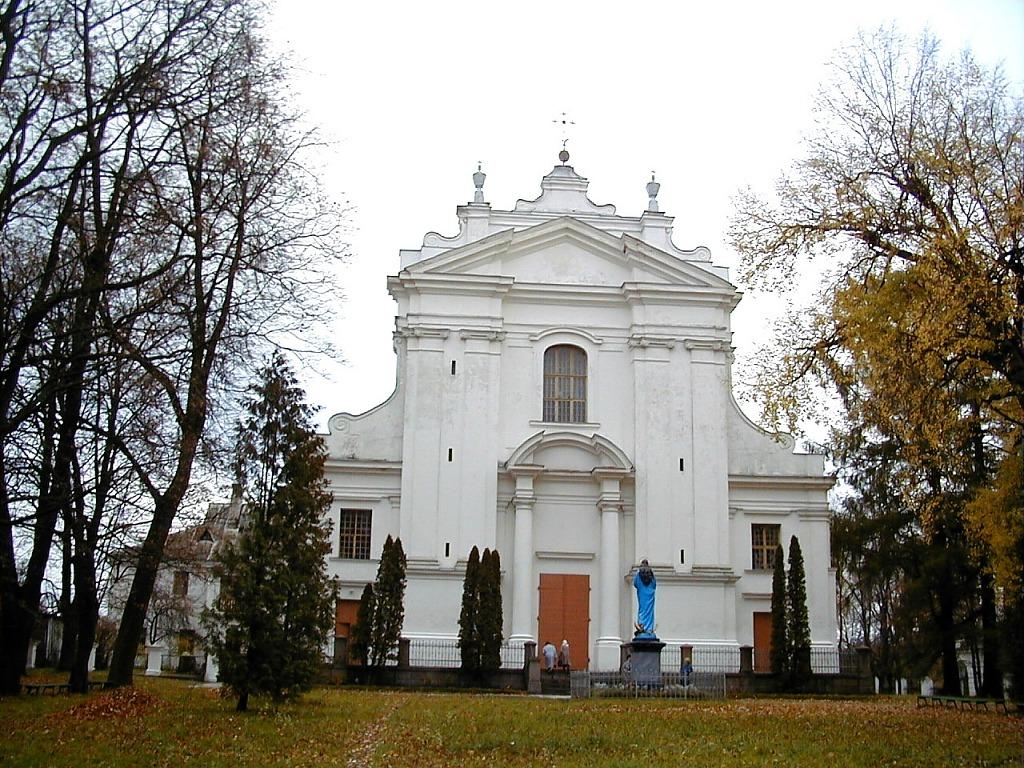
Römisch-katholische Ludwigskirche
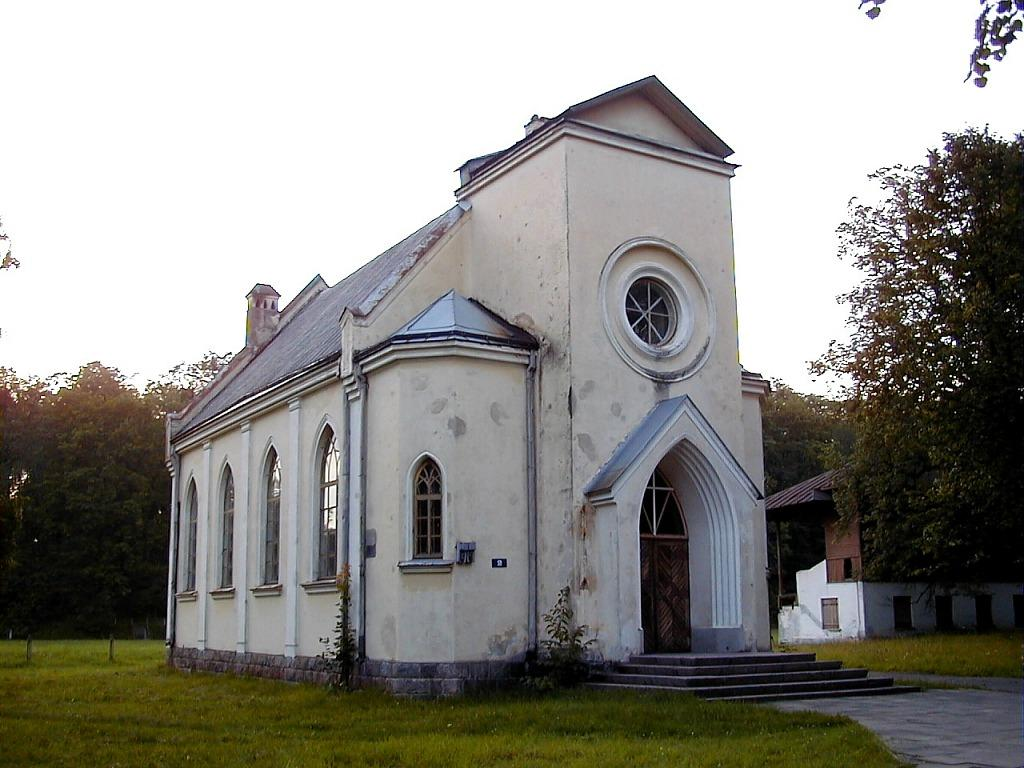
Evangelisch-lutherische Kirche
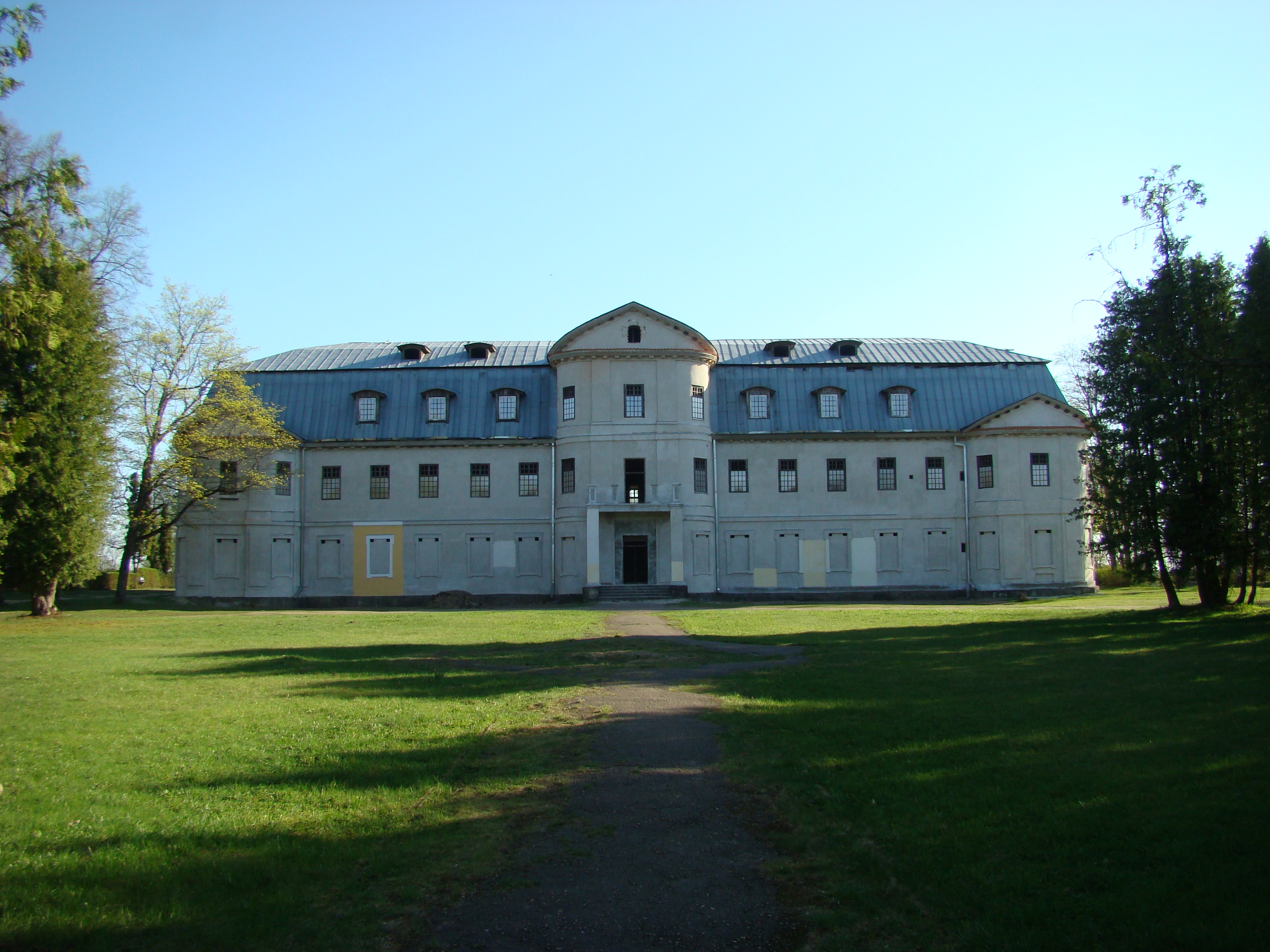
Schloss der Grafen Plater in Krāslava
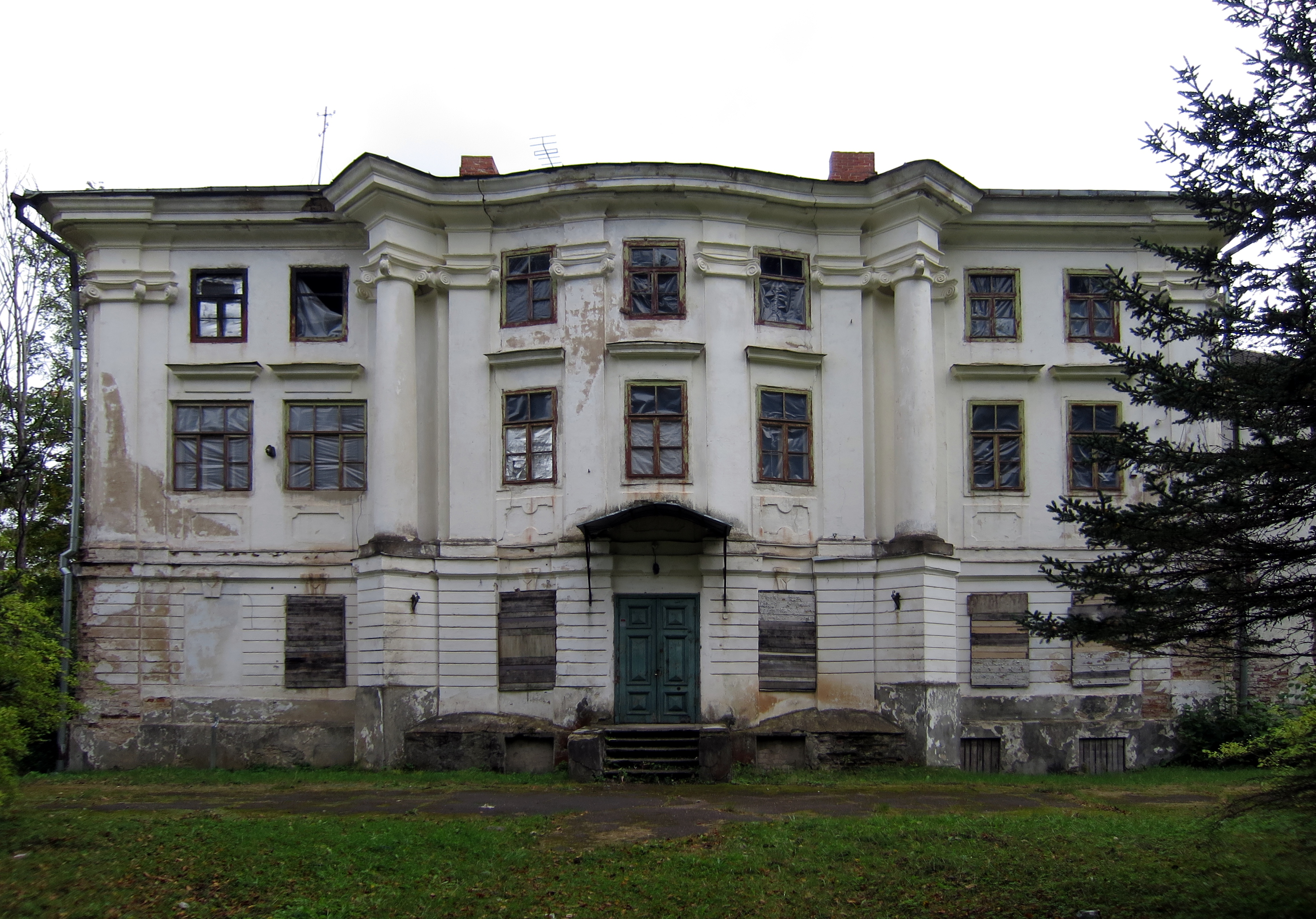
Bibliotheksgebäude des Schlosses
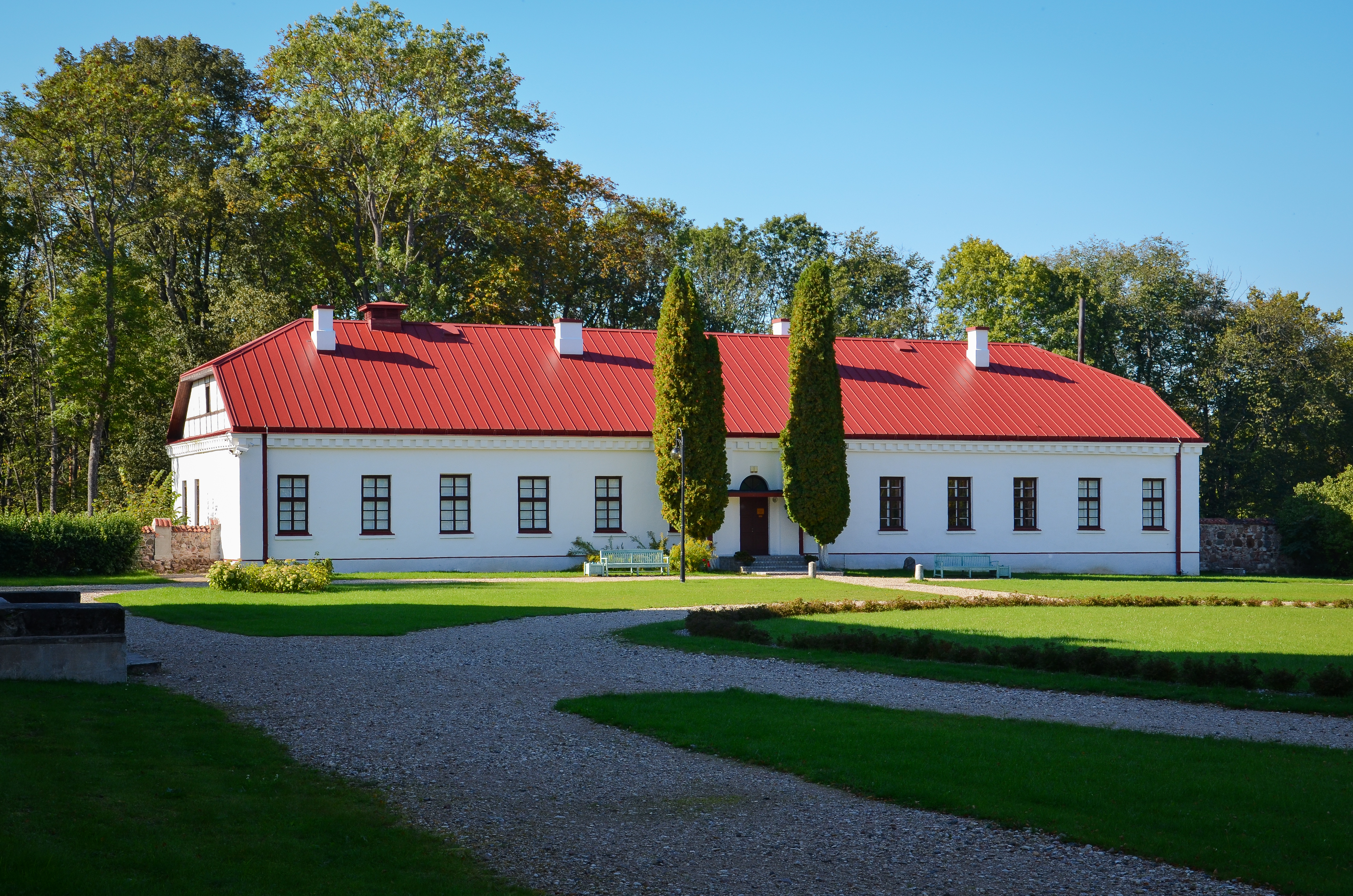
Museum für Geschichte und Kunst
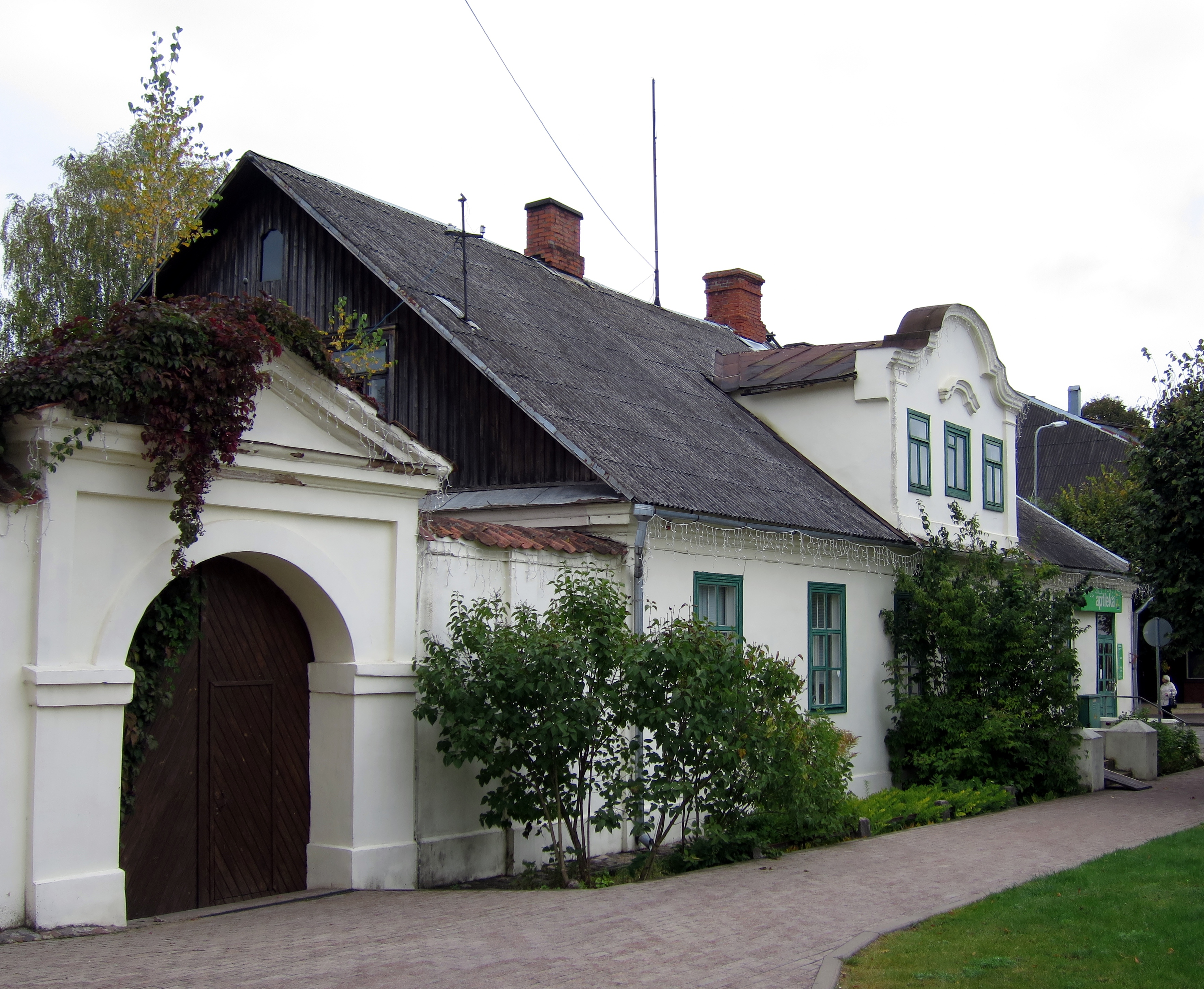
Apotheke Brīvības iela 8
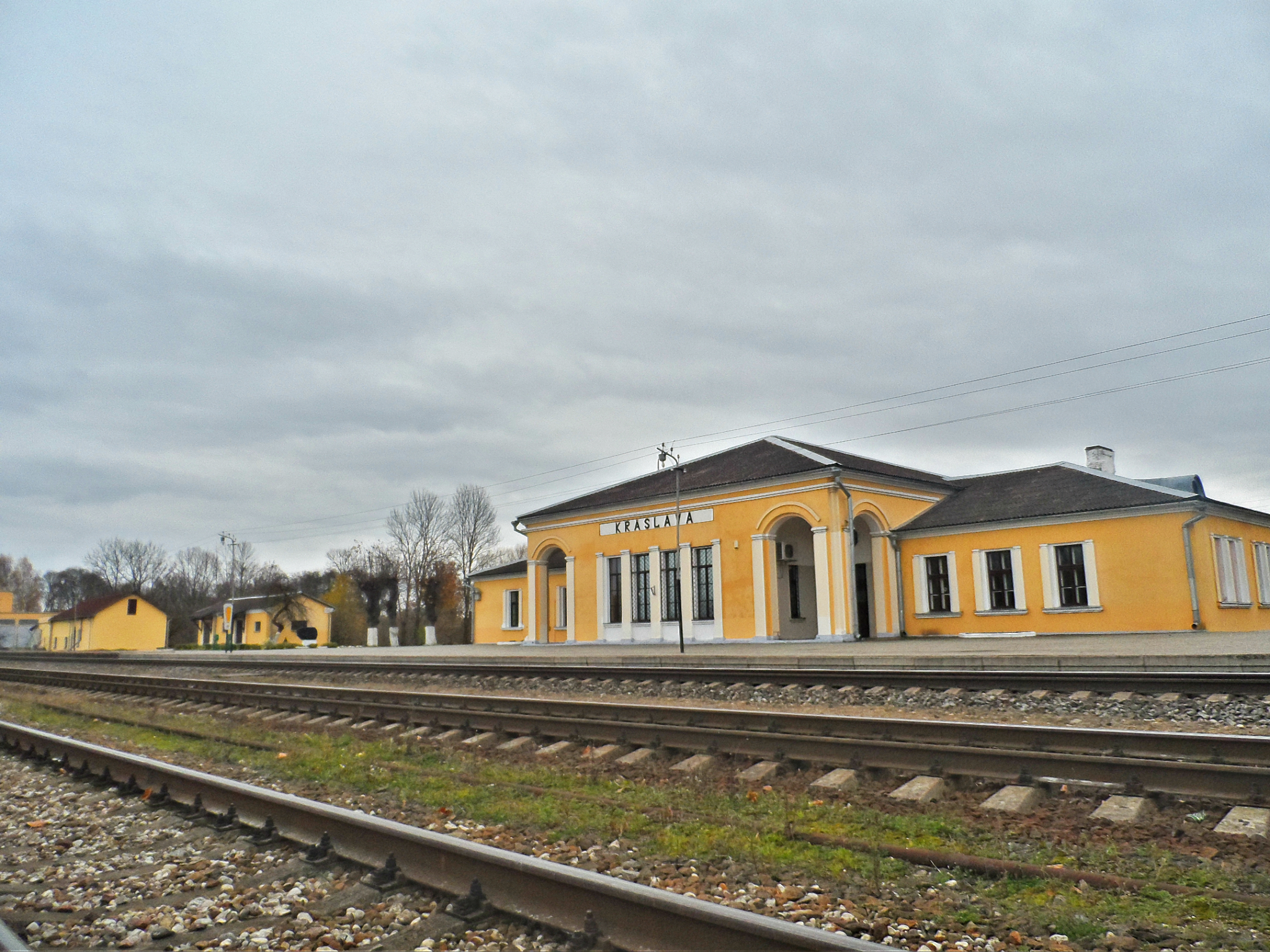
Bahnhof Krāslava

## Söhne und Töchter der Stadt
- Nikolai Onufrijewitsch Losski (1870–1965), Philosoph
- Naum Aronson (1872–1943), Bildhauer
- Juris Silovs (1950–2018), sowjetisch-lettischer Sprinter
- Juris Silovs (* 1973), Radrennfahrer
- Katrina Krumpane (* 1980), Opernsängerin
- Ineta Radēviča (* 1981), Leichtathletin
- Romans Sauss (* 1989), Volleyballspieler
- Haralds Regža (* 1992), Beachvolleyballspieler

## Krāslavas novads
Bis 2009 gab es den Landkreis Krāslava. Ab 2001 vereinigten sich umliegende 11 Gemeinden mit der Stadt zu einer Verwaltungseinheit. 2010 waren 19.811 Einwohner gemeldet.